# Conrad-Alexandre de Rottembourg
Conrad-Alexandre, hrabia de Rottembourg (ur. 24 lutego 1684 w Masevaux, zm. 4 kwietnia 1735 w Paryżu) – francuskim dyplomatą.
W 1703 wstąpił na służbę króla jako muszkieter. W następnym roku był już kapitanem w pułku swego wuja, hrabiego Reinholda-Charlesa de Rosena. W 1714 został mianowany ambasadorem Francji w Prusach. Był plenipotentem na kongresie w Cambrai (1722). Powrócił do Prus w 1725 gdzie pozostał dwa lata. W 1727 został posłem królestwa Francji w Madrycie. Ze względu na zły stan zdrowia poprosił o odwołanie z Hiszpanii i powrócił do Paryża w 1731 roku. Król nadał mu Order św. Michała i Order Ducha Świętego.